# Ісидор Штраус
Ісидор Штраус (нім. Isidor Straus, 6 лютого 1845 — 15 квітня 1912) — німецько-американський підприємець, співвласник найбільшої американської мережі універмагів «Macy's».
Протягом короткого часу був членом Палати представників США. Загинув разом зі своєю дружиною Ідою під час аварії «Титаніка» в 1912 році.

## Життєпис

### Ранній життєпис
Ісидор Штраус народився 6 лютого 1845 року в німецькому місті Оттерберзі в єврейській родині. Він був старшим із п'яти дітей у сім'ї Лазаря Штрауса та його другої дружини Сари. У 1854 році разом із сім'єю іммігрував до США і влаштувалася в місті Телботтон у штаті Джорджія, де вони відкрили магазин.
З початком Громадянської війни США Ісидор спробував вступити до лав армії Конфедеративних Штатів Америки, але через малий вік (йому на той час було 16 років) на війну його не взяли. У роки війни він працював клерком у магазині батька на заміні співробітників, що пішли воювати, а потім був представником сімейного бізнесу в Англії. Після закінчення війни вся родина переїхала до Нью-Йорку, де Ісідор з братом Натаном організували власний бізнес із продажу посуду в універмазі «Macy's».

### Подальша доля
У 1871 році Ісидор Штраус одружився з Розалією Іде Блун (1849—1912). Подружжя було нерозлучне, вони писали листи один одному щодня, коли не були разом. Загалом у них народилося семеро дітей, один з яких помер у ранньому дитинстві:
- Джессі Ісідор Штраус (1872—1936), який одружився з Ірмою Натан (1877—1970)
- Кларенс Еліас Штраус (1874—1876)
- Персі Селдон Штраус (1876—1944), який одружився з Едіт Абрахам (1882—1957)
- Сара Штраус (1878—1960), одружена з фізиком Альфредом Фабіаном Хессом (1875—1933)
- Мінні Штраус (1880—1940), яка вийшла за Річарда Вейла (1876—1918)
- Герберт Натан Штраус (1881—1933), був одружений на Терезі Кахан (1884—1977)
- Вівіан Штраус (1886—1974), яка вийшла спочатку за Герберта Адольфа Шефтеля (1875—1914), а вдруге в 1917 році за Джорджа А. Діксона-мол. (1891—1956)

З квітня 1894 року до березня 1895 року Ісидор Штраус був членом Конгресу США у складі Демократичної партії. До 1896 року Ісидор разом з братом Натаном успішно піднялися в керівництві універмагу «Macy's», отримавши його в тому ж році у свою повну власність.
Правнучка Ісидора та Іди Штраусів Венді Вейл була одружена із засновником компанії, яка організовувала подорожі до місця краху «Титаніка», який загинув 18 червня 2023 року внаслідок зникнення батискафа «Титан».

### Загибель на Титаніку

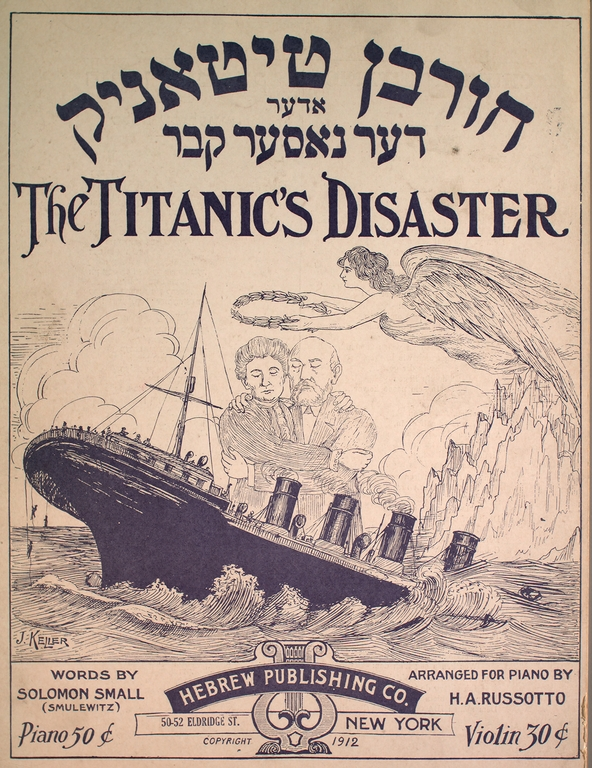
Іда та Ісидор Штрауси на обкладинці присвяченого їх пам'яті романсу Соломона Шмулевича

У квітні 1912 року Ісидор разом з дружиною Ідою подорожували з Німеччини до США, вирішив перетнути океан на суперсучасному на той час лайнері «Титанік». 14 квітня лайнер налетів на айсберг і почав поступово тонути. Один з офіцерів корабля запропонував Штраусам удвох сісти в шлюпку, але Ісидор відмовився, вирішив залишитись разом з іншими чоловіками на кораблі, що тоне. Він спробував посадити в шлюпку Іду, але вона заявила: «Ми багато років прожили разом, тепер куди ти — туди і я». Іда Штраус поступилася своїм місцем у шлюпці власній покоївці Еллен Берд. Пара влаштувалася на шезлонгах на заскленому променаді палуби «А» і стала чекати там своєї долі. Залишити свого чоловіка відмовилася і місіс Еллісон, незважаючи на вмовляння Лайтолера. Бенджамін Ґуґенгайм вийшов на палубу в циліндрі та фраку і заявив, що хоче померти, як належить справжньому джентльмену. Деякі пасажири зібралися в їдальні 3-го класу на молитву.
Ісидор Штраус загинув уночі 15 квітня 1912 року разом з дружиною. Його тіло було знайдено одним з пошукових кораблів і доставлено до Галіфаксу (Нова Шотландія), а звідти до Нью-Йорка, де його поховали на цвинтарі Вудлон в Бронксі.
Цитата зі звіту:
Тіло його дружини так і не було знайдено.
Подружжя Штраусів зображено у сценах загибелі лайнера у фільмі «Загибель Титаніка» 1958 року. У картині Джеймса Кемерона «Титанік» 1997 року Штрауси показані втішаючими один одного в каюті, що заповнюється водою, у момент загибелі лайнера. Сцену, коли Ісидор намагається переконати дружину сісти у шлюпку в підсумковій версії фільму видалили.

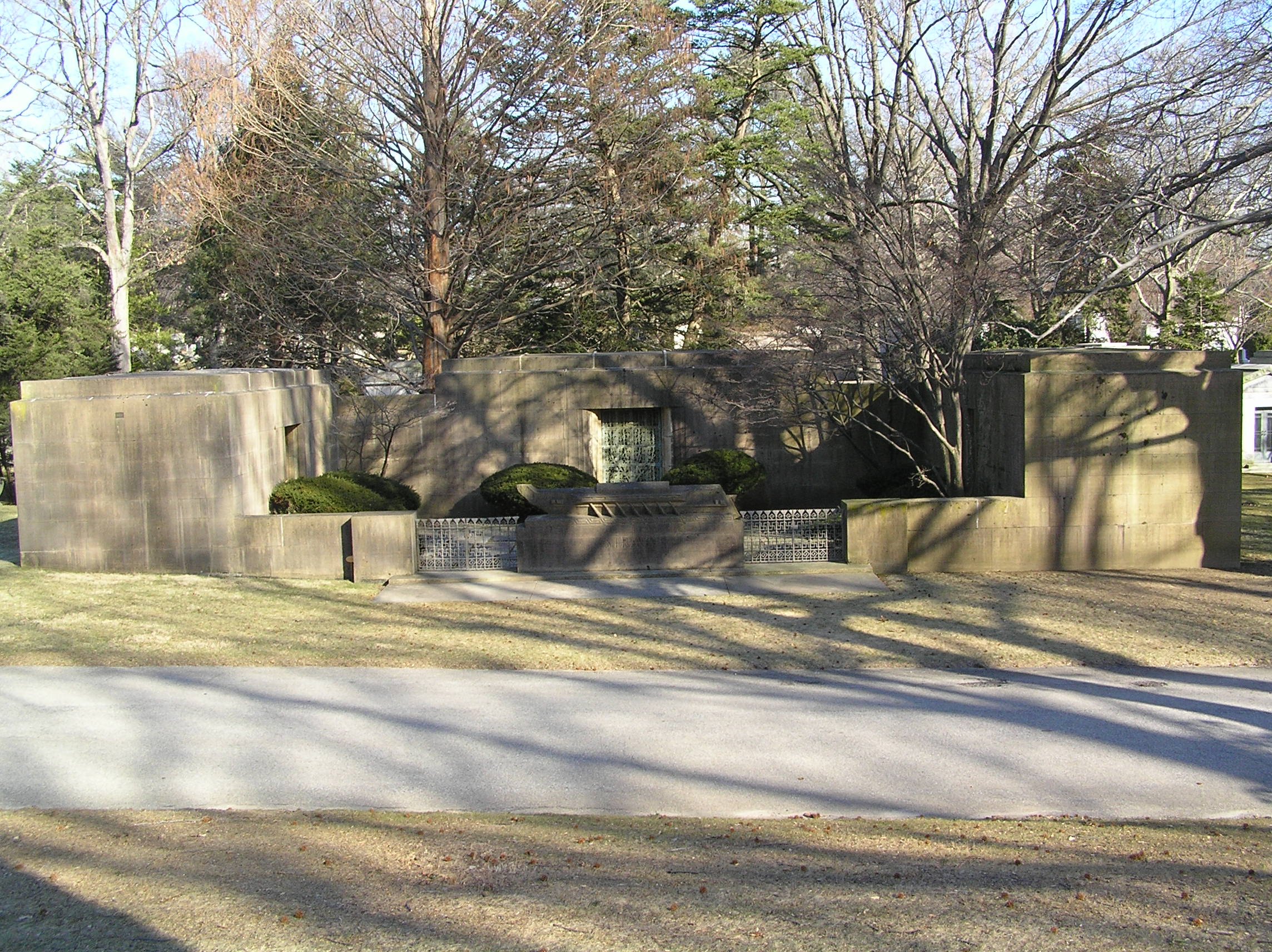
Могила Штрауса у Бронксі

## Ушанування пам'яті
На згадку про Штраусів у Нью-Йорку встановлено чотири меморіали:
- Меморіальна дошка висить на першому поверсі універмагу Macy's на Мангеттені.
- Пам'ятник Ісидору та Іді встановлений у Штраус-парку на Мангеттені, що знаходиться на перетині Бродвею та Вест-Енд авеню[15]. Парк був розбитий у тому ж кварталі, де колись проживало подружжя.
- Нью-Йоркську громадську школу № 198 названо на честь Штраусів.
- На могилі Ісидора Штрауса на цвинтарі в Бронксі встановлено кенотаф для його дружини Іди.